# Bahnhof Seddin
Der Bahnhof Seddin ist ein Bahnhof in Neuseddin, einem Ortsteil der brandenburgischen Gemeinde Seddiner See. Er ist einer der wichtigsten Rangierbahnhöfe der DB InfraGO AG und gehört zu den neun großen Zugbildungsanlagen der DB Cargo AG in Deutschland.
Zur Anlage gehört auch ein Personenbahnhof an der Bahnstrecke Berlin–Blankenheim.

## Geschichte

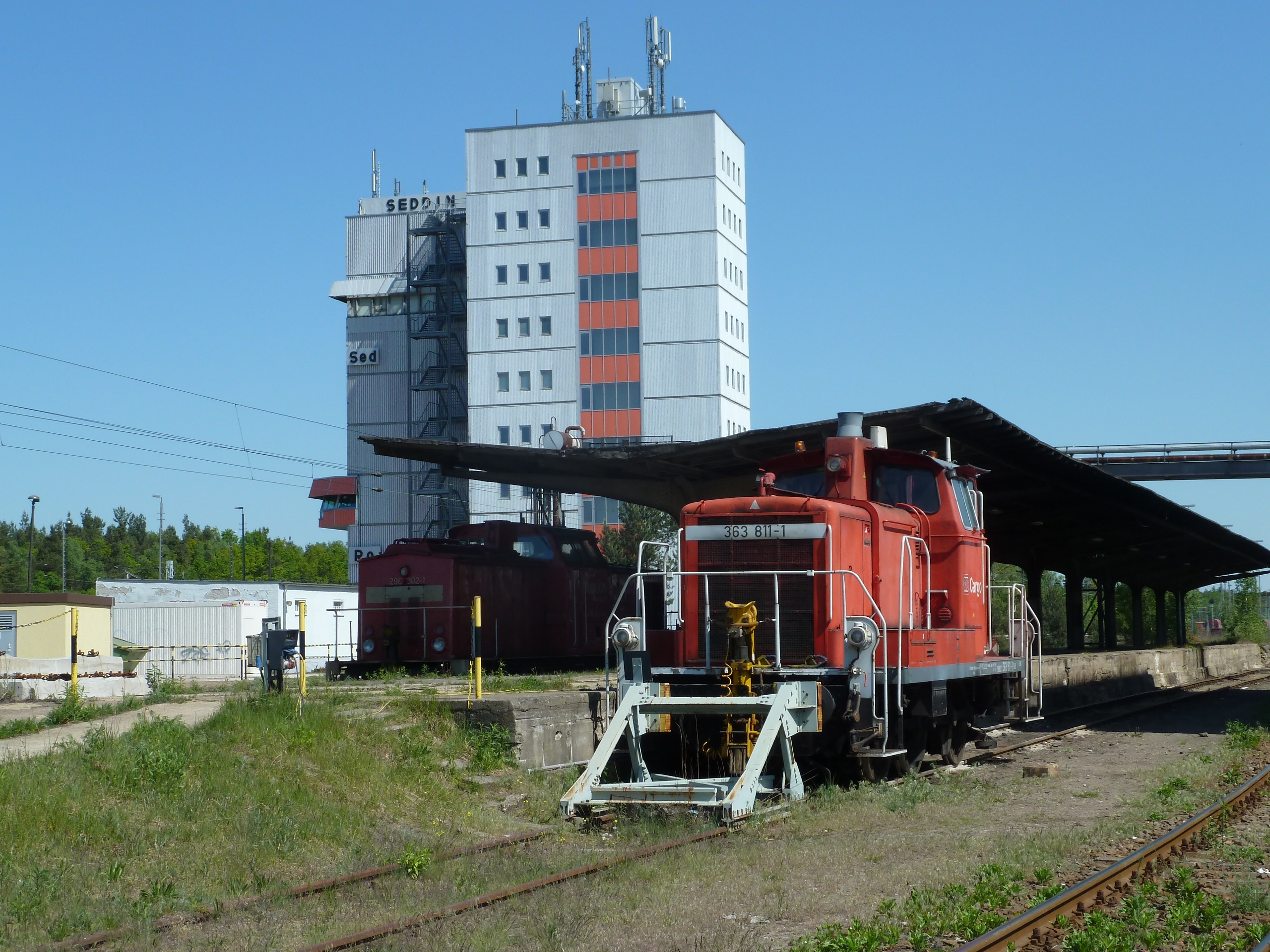
Das Zentralstellwerk ist ein Wahrzeichen des Bahnhofs

Anfang des 20. Jahrhunderts reichten die Kapazitäten der Berliner Bahnhöfe für den wachsenden Güter- und Militärverkehr bei weitem nicht aus. Im Süden und Westen Berlins wurde Anfang des 20. Jahrhunderts die Umgehungsbahn gebaut, die für Entlastung sorgen sollte. Im Zusammenhang mit dem Bau dieser Strecke entstand im Westen Berlins der Verschiebebahnhof Wustermark. Auch im Südwesten Berlins wurde zwischen 1912 und 1919 an der Bahnstrecke Berlin–Blankenheim in der Nähe der Kreuzung mit der Umgehungsbahn ein Rangierbahnhof errichtet. Bereits zu Beginn der Bauzeit wurde der Personenhaltepunkt Seddin am 2. Februar 1914 eröffnet. Die Eröffnung des Rangierbahnhofs verzögert sich infolge des Ersten Weltkriegs bis in die 1920er Jahre. Vom 21. September bis 5. Oktober 1924 fand hier die von der Deutschen Reichsbahn organisierte Internationale Eisenbahntechnische Ausstellung statt, in deren Rahmen der Rangierbahnhof den Namen Seddin erhielt und offiziell in Betrieb ging.
Im Zuge des Ausbaus des Bahnhofs entstand östlich des Bahnhofs die Eisenbahnersiedlung Neuseddin. Im Laufe der 1920er Jahre ging ein weiterer Streckenabschnitt der Umgehungsbahn in Betrieb, der den Rangierbahnhof mit der Anhalter Bahn bei Großbeeren verbindet.
Zur Erweiterung des Bahnhofs sollte neben dem Nordsystem ein zweites Bahnhofssystem entstehen. Im Jahre 1939 wurden die Arbeiten eingestellt und stattdessen
von 1939 bis 1941 parallel zum Rangierbahnhof ein Militärbahnhof für die Wehrmacht gebaut.
Am 7. Juli 1943 fand im Bahnhof die sogenannte Kriegslokparade von Seddin statt.
Zum Ende des Zweiten Weltkriegs wurde der Bahnhof am 20. April 1945 bei einem Bombardement schwer getroffen. Nach Kriegsende gab es im Juni des gleichen Jahres weitere Zerstörungen infolge einer Explosionsserie während der Munitionsbergung, wobei unter anderem die große Umladehalle und das Dienstgebäude des Bahnhofs zerstört wurden. Der Bahnhof wurde wieder aufgebaut.
Der einstige Militärbahnhof wurde 1958/59 zum Transitbahnhof ausgebaut, in dem die Güterzüge abgefertigt wurden, die das Gebiet der DDR durchquerten. Seit 1967 wurden die Anlagen des Bahnhofs umfassend modernisiert und der Ablaufbetrieb teilautomatisiert.
Im Juli 1980 ging das Zentralstellwerk Sed in Betrieb. Der Bahnhof hatte neben seiner Rolle für den Durchgangsgüterverkehr auch Bedeutung für den lokalen Güterverkehr zu den Industriegebieten in Potsdam/Rehbrücke und Teltow.
Nach der politischen Wende in der DDR und der deutschen Wiedervereinigung war der Transitbahnhof überflüssig geworden und diente seit 1993 dem Güterverkehr im Nahbereich.
Im Jahr 2004 ging in Michendorf ein elektronisches Stellwerk in Betrieb, das auch die durchgehenden Hauptgleise des Bahnhofs Seddin steuert.
Bis Ende 2014 erfolgte eine Erneuerung der Gleisbremstechnik im Rangierbahnhof. Hierfür werden 47 Millionen Euro investiert. Weiterhin werden die Fördereinrichtungen, die Gleisfeldbeleuchtung und zahlreiche Weichen erneuert.

## Anlagen

### Rangierbahnhof und Bahnbetriebswerk

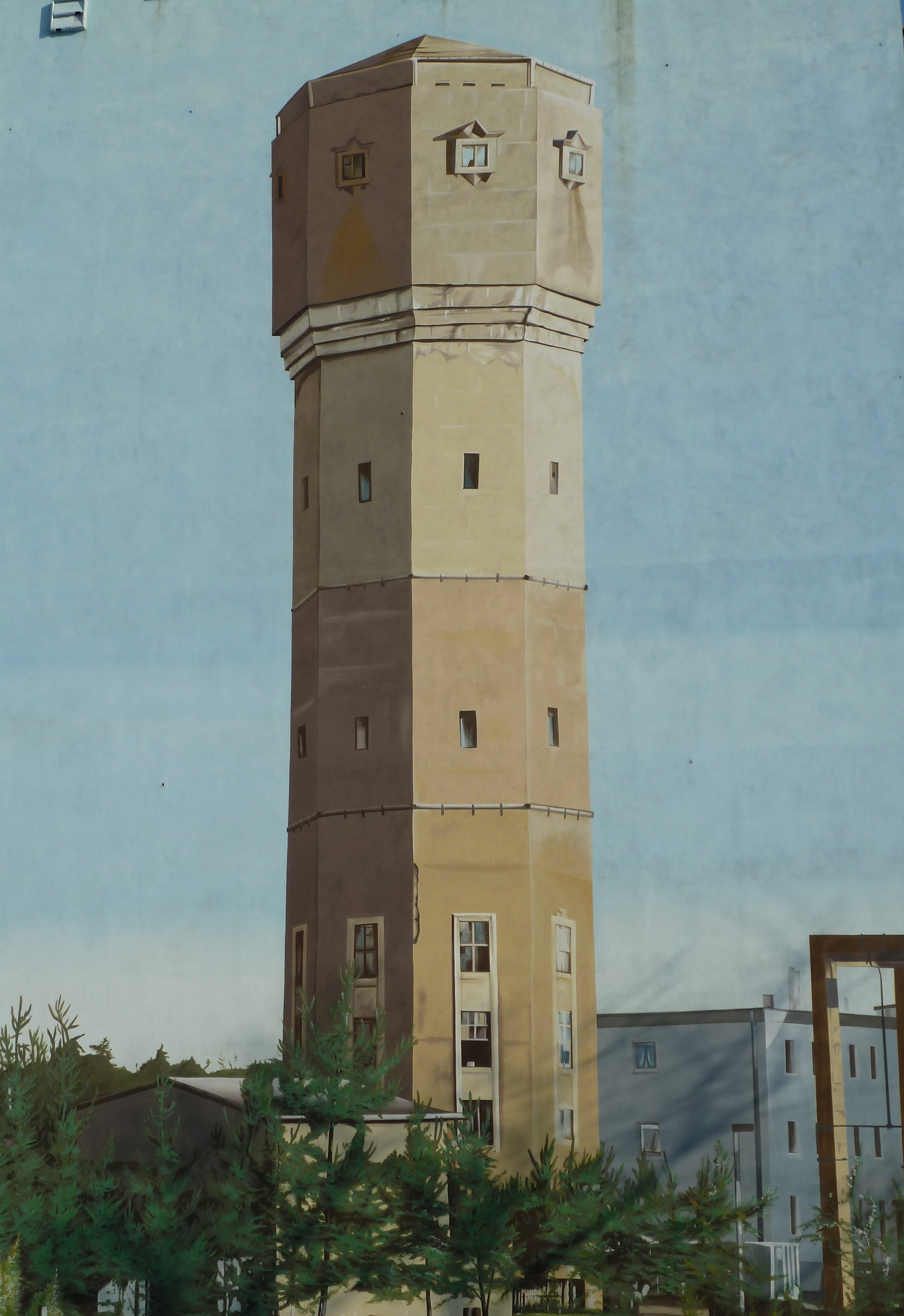
Der denkmalgeschützte Wasserturm wurde 2004 abgerissen. An ihn erinnert ein Wandgemälde an einem Haus in Neuseddin

Der Rangierbahnhof erstreckt sich insgesamt über rund fünf Kilometer und ist 300 Meter breit. Er umfasst 28 + 15 Richtungsgleise mit etwa 100 km Gleislänge und drei Ablaufbergen. Die Einfahrgruppe umfasst zehn Gleise und die Ausfahrgruppe sechs Gleise. Ursprünglich war der Bahnhof als zweiseitiger Rangierbahnhof mit dem heutigen Nordsystem konzipiert. Im Jahr 1958 wurde das Südsystem ursprünglich für den Transitverkehr und den Verkehr nach West-Berlin eröffnet. Seitdem besteht der Bahnhof aus zwei getrennten Bahnhofssystemen mit Eckverkehr. Das Südsystem verfügt über eine Einfahrgruppe, eine kombinierte Richtungs- und Ausfahrgruppe sowie zu DDR-Zeiten über eine besondere Kontrollgruppe. Das Nordsystem besteht aus Einfahrgruppe, Richtungsgruppe und Ausfahrgruppe. Bis zu 1800 Wagen pro Tag können im Rangierbahnhof behandelt werden, 2012 lag die durchschnittliche tägliche Bergleistung bei 1500 Wagen.
Das Zentralstellwerk besteht aus einem neunstöckigen Gebäude. Hier ist ein Gleisbildstellwerk der Bauform GS III Sp 68 untergebracht, von dem aus auch die benachbarten Bahnhöfe in Michendorf und Beelitz-Heilstätten ferngesteuert wurden. Planungen beim Bau sahen vor, von dort auch die Bahnhöfe Caputh-Geltow und Ferch-Lienewitz zu bedienen. Nach Inbetriebnahme des Zentralstellwerks waren außerdem noch die drei Rangierstellwerke Ost (im Gebäude des Zentralstellwerks), West und Süd in Betrieb.
Auf dem Gelände des Bahnhofs, im südlichen Bereich, befindet sich auch das 1925 gegründete Bahnbetriebswerk Seddin. Hier werden derzeit bis zu 20 Triebfahrzeuge und 60 Wagen pro Tag instand gesetzt. Eine Kohleverladebrücke im Bahnbetriebswerk steht unter Denkmalschutz.
Ebenfalls unter Denkmalschutz stand seit 1993 ein 51 Meter hoher achteckiger Wasserturm im Bahnhofsbereich. Im Kopf des Turms befanden sich zwei Behälter mit je 600 Kubikmetern Fassungsvermögen, die von sechs zwischen 80 und 110 Meter tiefen Brunnen aus versorgt wurden. Der 1975 sanierte Turm wurde Ende 2004 wegen fehlender Standfestigkeit abgerissen. Zwar wären Bundesfördermittel für die Sanierung des Turms möglich gewesen, jedoch war keine sinnvolle Nutzung des zwischen Bahngleisen stehenden Gebäudes absehbar. An den Turm erinnert der Straßenname Weg zum Wasserturm.

### Personenbahnhof

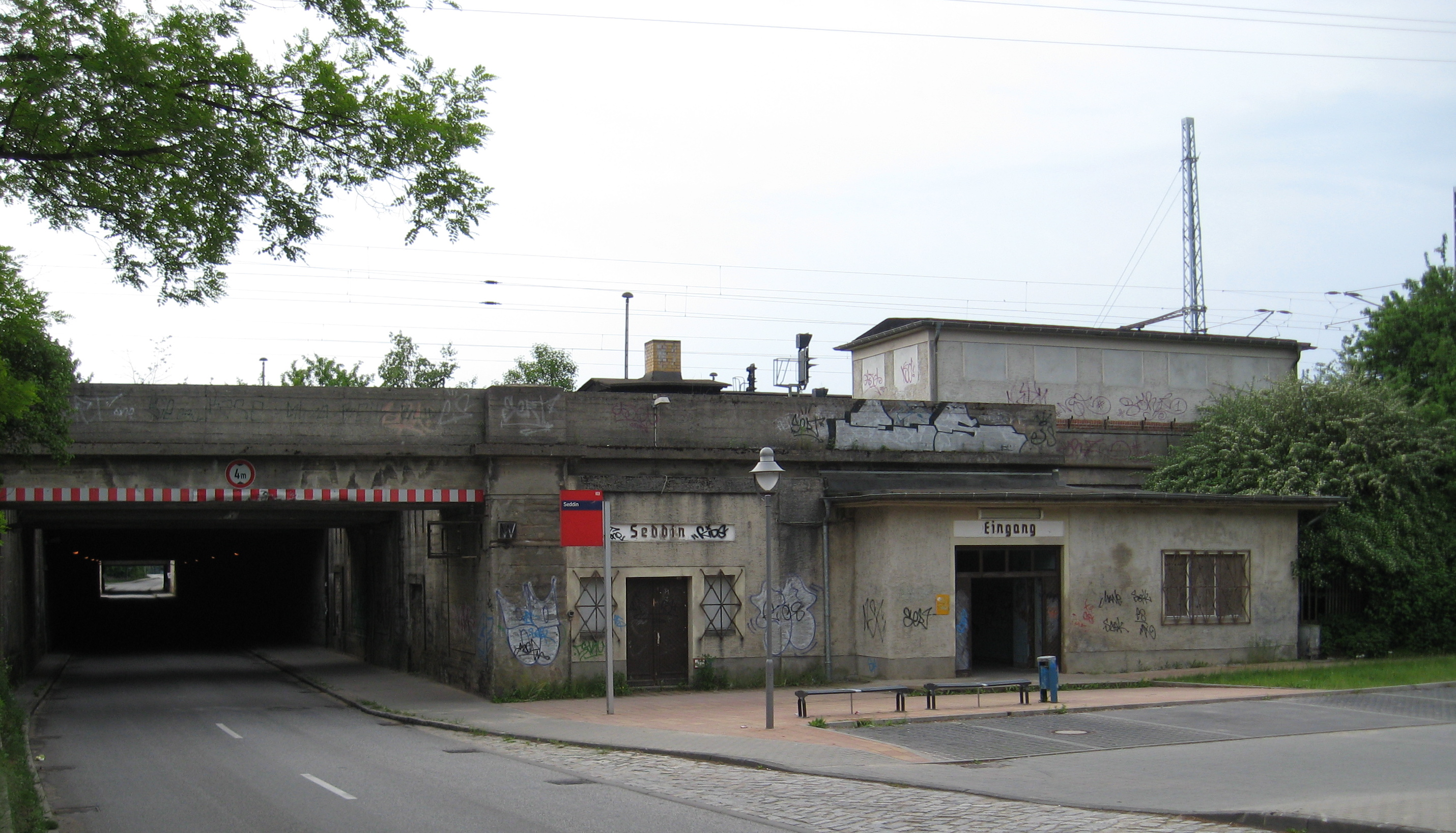
Bahnhofszugang und Straßentunnel

Zum Bahnhof gehört ein Personenhalt mit zwei Außenbahnsteigen an der Bahnstrecke Berlin–Blankenheim. Ursprünglich gab es daneben einen weiteren Bahnsteig, der von den bis Anfang der 1970er Jahre fahrenden Zügen nach Beelitz Stadt genutzt wurde. Beim Umbau der Bahnanlagen wurde der Bahnsteig entfernt, die Züge von Michendorf nach Beelitz Stadt fahren nun durch den südöstlichen Bahnhofsteil und halten nicht in Seddin.
Ende 2024 wurde der neugestaltete Bahnhofsvorplatz wiedereröffnet. Dieser bietet nun 80 PKW-Stellplätze und Abstellmöglichkeiten für etwa 100 Fahrräder und einen erleichterten Umstieg in Busse des Nahverkehrs. Im Sommer 2025 sollen die Umbauarbeiten an den Bahnanlagen für den Personenhalt beginnen und voraussichtlich bis August 2026 andauern. Im Rahmen der Arbeiten soll die Barrierefreiheit hergestellt werden, indem zwei Aufzüge zu den Bahnsteigen eingebaut werden, sowie die Anlagen allgemein modernisiert.

## Verkehrsanbindung

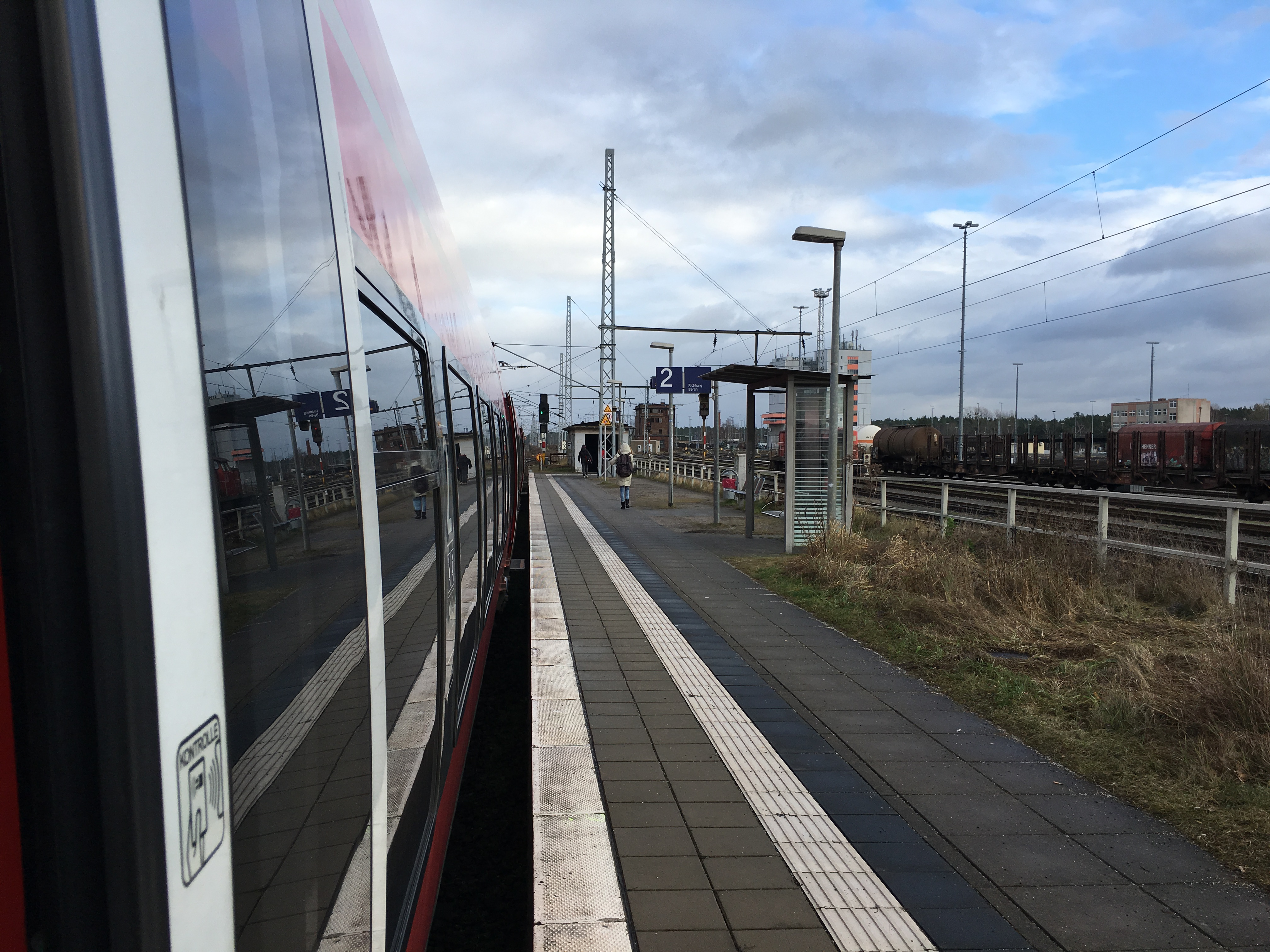
Bahnsteig des Personenbahnhofs mit RE 7

Der Bahnhof Seddin wird von folgenden ÖPNV-Linien bedient:
| Linie                    | Linienverlauf | Takt (min)                                               | EVU              |
| ------------------------ | --- | -------------------------------------------------------- | ---------------- |
| RE 7                     | Dessau Hbf – Roßlau – Wiesenburg (Mark) – Bad Belzig – Beelitz-Heilstätten – Seddin – Michendorf – Potsdam Medienstadt Babelsberg – Berlin-Wannsee – Berliner Stadtbahn – Königs Wusterhausen – Lübben – Lübbenau – Senftenberg | 60 (Dessau–Senftenberg) 30 (Bad Belzig–B-Wannsee, Mo–Fr) | DB Regio Nordost |
| Stand: 15. Dezember 2024 | |                                                          |                  |

Die Linie RE 7 verkehrt täglich jede Stunde zwischen Dessau und Senftenberg. Montags bis freitags fahren zudem stündlich Züge auf dem Abschnitt Belzig und Berlin-Wannsee. Die Linie RB 37 Berlin-Wannsee–Beelitz Stadt fährt durch den östlichen Teil des Bahnhofs Seddin, infrastrukturbedingt ohne Möglichkeit zum Fahrgastwechsel.
Am Bahnhof halten zudem Busse mehrerer Linien, unter anderem die PlusBus-Linie des VBB, betrieben durch die kreiseigenen Verkehrsbetriebe regiobus Potsdam-Mittelmark:
- 643: Potsdam ↔ Seddin ↔ Beelitz